# Per Abraham Roman
Per Abraham Roman, född den 16 november 1872 i Tjos i Hassle församling utanför Mariestad, död den 28 december 1943 på Örebro lasarett (folkbokförd i Danderyds församling), var en svensk entomolog och filosofie doktor som främst specialiserade sig i parasitsteklar Han gjorde forskningsresor till Amazonas 1914–15 samt 1923–24.
Romans samlingar finns bevarade på Naturhistoriska riksmuseet i Stockholm och på Etnografiska museet, Stockholm. 
Han är begravd på Norra begravningsplatsen.